# Alice Winocour
Alice Winocour (París, 13 de enero de 1976) es un directora de cine y guionista francesa.

## Biografía
Alice Winocour realizó estudios de Derecho y más tarde se matriculó en la Escuela nacional de cine de Francia, la Fémis. Tras su paso por la escuela, dirigió tres cortometrajes. El primero, Kitchen, fue seleccionado en competición oficial en Cannes en 2005, donde recibió el Premio Gras Savoy de Cortometraje. Antes de hacer su primer largometraje, Alice Winocour participó en el guion de Casa, de Ursula Meier (Critics 'Week, 2008) y más tarde hizo el guion de la película de Vladimir Perišić, Ordinary People (2009), seleccionada en la Semana de la Crítica de 2009.
En 2014, coescribió con Deniz Gamze Ergüven el guion de la película Mustang, que proyectó en la sección Quincena de Realizadores del Festival de Cannes 2015 donde ganó el Premio Europa Cinemas Label.
Su primer largometraje, Augustine, basado en la relación entre el profesor Charcot y su paciente Augustine, fue presentado en el Festival de Cine de Cannes 2012 como parte de la Semana de la Crítica.
Su segundo largometraje, Disorder (El protector), que reunía a Diane Kruger y Matthias Schoenaerts, compitió en la sección Un certain regard en el Festival de cine de Cannes 2015 y fue presentado en el Festival Internacional de Cine de Toronto de 2015.

## Filmografía

### Cortometrajes
- 2003 : Orphée, de Kamen Kalev (guion)
- 2005 : Kitchen
- 2006 : Magic Paris
- 2008 : Pina Colada

### Largometrajes
- 2009 : Ordinary People (guion)
- 2012 : Augustine
- 2015 : Mustang (coguionista)
- 2015 : Disorder (El protector)
- 2019 : Proxima

## Premios y distinciones
Festival Internacional de Cine de San Sebastián
| Año  | Categoría                      | Película | Resultado |
| ---- | ------------------------------ | -------- | --------- |
| 2019 | Premio especial del jurado     | Proxima  | Ganador   |
| 2019 | Premio Signis-Mención especial | Proxima  | Ganador   |

### ParaMaryland
- Selección oficial del Festival de cine de Cannes 2015
- Sesión de Gala TIFF (2015)
- Premio Puesta en Escena de la AFI FEST (2015)

### ParaMustang
- Selección de los Premios Óscar a Mejor película extranjera (2016)
- César al Mejor guion original (2016)

### ParaAugustine
- Selección para la Semana de la Crítica, Cannes 2012.
- Nominación al premio César a la mejor ópera prima (2013)
- Preselección para los Globos de Oro a la Mejor película extranjera (2013)
- Ganador del premio de la Fundación Gan para el cine en 2011.[8]

### Para Kitchen
- Selección en la competición oficial del Festival de cine de Cannes de 2005
- Gran Premio de Turín (2005)
- Premio TV5 para el mejor cortometraje francófono - Festival international du film et de la télévision de Ginebra de 2005.
- Mejor cortometraje internacional en el Festival international du cine francófono en Acadie de Moncton (2005)
- Mención especial - Ludwigsburg, Bienal europea de cortometrajes (2005)
- Oso de plata del Festival de las Naciones de Ebensee (2006)

### PorMagic Paris
- Gran Premio del Festival de Cabourg
- Diploma del jurado - Festival internacional de documentales, cortometrajes y animación de cine de San Petersburgo
- Lutin a la mejor actriz (Johanna ter Steege), Les Lutins du court-métrage (2008)